# Forum Gallorum-i csata
A Forum Gallorum-i csata (Kr. e. 43. április 15.) a mutinai háború első nagy ütközete volt, amelyben Caius Vibius Pansa consul és Marcus Antonius hadai mérték össze erejüket.

## Előzmények
Julius Caesar meggyilkolása után a Caesar-pártot ellentétek osztották meg. Az ifjú Octavianus magának követelte a dictator örökét, ami konfliktusokhoz vezetett annak hadvezéreivel, elsősorban Marcus Antoniusszal, Kr. e. 44. consuljával, aki hivatali évét letöltve jobbnak látta a népszerű fiatalember elől biztonságosabb helyre húzódni. Antonius így, miután a számára kisorsolt Macedonia provinciát elcserélte a katonai szempontból sokkal nagyobb jelentőségű Gallia Cisalpinára, északnak vonult, hogy átvegye az irányítását. Ebben megakadályozta Decimus Brutus, a republikánus helytartó, és elsáncolta magát a tartományi székhelyen, Mutinában (ma Modena). A kitörő mutinai háborúba a senatus és Octavianus is bekapcsolódott.

## A csata
A köztársasági erők fővezére Aulus Hirtius consul volt, akinek társa, Caius Vibius Pansa a toborzással volt megbízva. Hirtius és Octavianus seregei nem támadták meg Antonius ostromló csapatait, mivel várták Pansa érkezését. A közelgő sereg fogadására az Antoniustól elpártolt Mars-legiót és Octavianus praetorianus alakulatait küldték elé Decimus Carfulenus vezetése alatt. A hegyszorosokon zavartalanul keltek át, ám amikor kijutottak a via Aemiliára, csapdába kerültek: a patakok által szabdalt, mocsaras területen rejtőzködő veterán legiósok rátörtek Pansa seregtestére. A csata három helyszínen zajlott: a praetorianusok Antonius praetorianusaival harcoltak az úton, míg tőlük két oldalra, a töltés miatt egymást nem látó Mars-legiós egységek Pansa és Decimus Carfulenus alatt védekeztek.
Az öldöklő csatában Carfulenus (Appianosznál Carsuleius) tartani tudta magát, Octavianus praetorianus alakulatai viszont teljesen elpusztultak. Pansa katonái fejvesztve menekültek vissza a táborukba, amikor vezérüket egy lándzsa megsebesítette az ágyékán. Az eddig tudatosan hátul hagyott, újonnan toborzott csapatok zavarodottan figyelték az eseményeket, majd a Mars-legio megfutamodása után Antonius hadai megtámadták őket, és az újoncok között szörnyű mészárlást vittek végbe. Már esteledett, amikor diadalmámorban visszaindultak vezérükhöz, de ekkor megjelent Hirtius a másik, Antoniustól átpártolt, szintén kiválóan képzett legio élén. A friss, tökéletes rendben felsorakozó sereg hatalmas fölényben volt Antonius kifáradt katonáival szemben, és nagy veszteségeket okozott nekik. Hirtius, ismerve a mocsaras tájat, nem indult a sötétben menekülő ellenfél üldözésére.
Pansa és Antonius körülbelül a részt vevő csapatok felét veszítette el, Hirtius veszteségei csekélyek voltak (Cicero 14. Philippikájában azt állította, hogy Hirtius egy embert sem veszített a csatában.)

## Következmények
Antonius első vereségét hamarosan a második, végső követte a mutinai csatában (április 21.), amikor is katonái zömét elvesztette, és Galliába menekült Lepidushoz. Hirtius ebben az ütközetben elesett, Pansa pedig április 22-én belehalt Forum Gallorumnál szerzett sérüléseibe Bononiában (Bologna).